# Раківщина
Ра́ківщина — село в Україні, в Коростенському районі Житомирської області. Входить до складу Овруцької міської громади. Населення становить 486 осіб.

## Географія
На околиці села річка Вільшанка впадає у Норинь.

## Історія
У 1906 році село Гладковицької волості Овруцького повіту Волинської губернії. Відстань від повітового міста 11 верст, від волості 10. Дворів 148, мешканців 926.